# Rete tranviaria di Bordeaux
La rete tranviaria di Bordeaux è la rete tranviaria che serve la città francese di Bordeaux. È composta da quattro linee: A, B, C e D.